# Only Sense Online 絕對神境
《Only Sense Online 絕對神境》是日本小說家アロハ座長撰寫的輕小說系列，及根據小說改編的漫畫。小說最初在《成為小說家吧》上進行網絡連載，從2012年3月開始連載至今。於2014年該作品文庫化和漫畫化，小說成書版和漫畫版由富士見書房出版，小說第1卷至第18卷的插畫和人物設定由ゆきさん繪製，第19卷以後由mmu繪製，漫畫由羽仁倉雲作畫在《月刊Dragon Age》連載。
網路連載時作品名為《Only Sense Online》，文庫化書名為《Only Sense Online －オンリーセンス・オンライン－》，台灣中文版書名為《Only Sense Online 絕對神境》。

## 故事簡介
《Only Sense Online》通稱【OSO】，由玩家們裝備著被稱為「sense」的天賦才能，以only one的游戏风格而廣为傳播，从open—β版（公測版）就具備话题性的VRMMORPG（虛擬實境大型多人線上角色扮演遊戲）。
由开发商艾普索尼自主开发的自律性AI和大型伺服器的超级演算能力為基礎，具现出真实的架空世界。世界观是以西方中世纪時期为基礎的剑与魔法的幻想世界。
——游戏风格是成为真正的only——

## 登场人物
※有兩個名字的人物，前面是現實的名字後面是遊戲角色名字。若只有一個名字非斜體字體的人物則是遊戲角色名字，一個名字呈現斜體字體是現實的名字。

※角色中文名稱以正式授權中文版為主。

### 主要角色
峻（しゅん）／（Yun）
本作主人翁。現實中為男性，遊戲角色為女性。高中生，家事精通，面貌為中性，平時勉強看得出是男生，但若打扮起來卻是美少女。主職為生產職兼魔法弓箭手，武器天賦為【長弓】和【魔弓】（【弓】的派生），副武器為菜刀，魔法天賦以【附加】、【地屬性才能】為主。
OSO正式營運才開始玩的第一梯次玩家，由於其面貌被機器誤認是女性，導致遊戲角色進行女性化修正，且在輸入角色名稱時原本想輸入「SYUN」，卻因不適應VR鍵盤少打S變成「YUN」，一度想將這個角色砍掉重練，但被姊姊用黑歷史威脅而放棄。
遊戲角色為黑色長髮、淡紫色眼睛的美少女，因本人希望成為後方支援角色，加上不想跟隨大眾潮流選擇熱門「Sense」，其本身的「Sense」組成除了MP屬性和學習魔法必備的【魔力】【魔法才能】，以及對應某種狀況或需求的「Sense」外，其餘大部份的「Sense」不是生產系「Sense」就是冷門的「Sense」，由於選擇了一堆被稱為廢物、垃圾等冷門「Sense」，因此被妹妹美羽責罵、姊姊靜和同學巧看傻眼，但因本人固執和驗證的性格，誤打誤撞玩出心得。
一開始沒有太多資金（初期資金1000G），過著缺錢的生活，主要靠生產藥水來賺錢，為了穩定獲得藥水原料而購買田地種植藥草，之後為了店鋪的興建和擴張、生產設備購入和升級、NPC雇用、增購田地、裝備購買和維護，金錢開銷極大。是目前已知唯一購買田地耕種的玩家，由於遊戲中種子、樹苗道具獲得極為困難，即使幸運獲得種子，在田地的20個耕種點中通常只會用上1~2個耕種點，性價比嚴重不划算而讓玩家望之卻步，但云發現【鍊金】天賦可將植物系素材變成種子，因此一直花大錢購買田地，立志將城鎮南區所有田地買下。
於第一城鎮南區購買大量田地和少量建築用土地，並在此設立店鋪「加油工坊」（「工作室」和「加油」兩詞彙合為一體），店鋪位於城鎮南門對面道路上，初期是城鎮南區唯一的建築物和農家，販賣藥水、藥丸、附魔石、三明治等消耗品為主。
雖然本人沒自覺但在他人眼中已被視為頂尖的生產職人之一，是頂級的調藥師也是著名的廚師，精通【調合】和【料理】，其生產的藥水效果較優、價格偏低，高CP值吸引許多玩家購買，同時限制購買數量避免有心人士壟斷促使藥水價格暴漲和轉賣，對藥水、藥丸等消耗品市場的售價有著決定性影響，並習得【合成】、【鍊金】、【工藝品】，於文庫18卷習得【栽培】，因為擁有廣大田地栽種調和類和食材類素材（植物系和蕈菇系的素材），是知名的農業生產職玩家。
獨行玩家，拒絕各大小公會的誘勸，雖然大部分時間都是獨自狩獵，但偶而也會跟其他人組隊（例如塔克、繆、賽伊、瑪琦、艾蜜莉等人）。有參與【生產公會】的創立（出資者，並達成取得公會證的委託），但本人並未加入。
最初被玩家們稱為「謎樣的藍水販賣者」，但在初次官方活動後被玩家們稱為「幼獸保母」或是「保母」，之後「保母」這外號固定下來，然而本人相當不中意且羞恥這外號，在生產公會創立活動中，因種種緣故身穿像修女服的服裝出席講台主持（web版是出席戰士職PVP大賽觀眾席前），被玩家們稱為「聖保母」。
與瑪琦、庫洛德、利利組隊參加初次官方活動獲得第四名的成績得到優勝（成績最高的五組隊伍並列優勝隊伍），優勝獎勵選擇【生產箱】，並在活動中獲得兩隻幼獸、一套書籍、一把魔改造武器素材和各種飾品；活動過後四人不定時舉辦聚會，閒聊最近的近況、情報、新生產道具或素材披露。
因寒冷傷害導致田地部份素材收穫下降，在冬季活動中獲得的任務幣來兌換【組合屋】，在店鋪「加油工坊」附近購買新土地並用【組合屋】建造玻璃溫室，栽種易受低溫影響收穫量的素材。同時加購田地擴大裁種面積，所持有土地眾多，導致每次加購田地或建築用地時，其所需購買金額呈幾何級數增加，因此考慮於官方活動中取得【個人領域持有權】。於文庫第19卷官方一週年活動中取得【個人領域持有權】，【個人領域持有權】設定為高原區域，用來栽種寒冷地帶的植物素材並實驗性設置養蜂箱。
與人組隊時通常擔任支援後衛職，負責偵查、先制攻擊、附魔、藥水回復、後方牽制攻擊以及採集、挖掘素材的角色。
不知為何運氣很好，經常輕鬆獲得稀有、高價或限定的道具/素材，如：打BOSS或探險時取得低概率的掉落物、活動第一天就遇上三隻幼獸、在迷宮的抽獎店抽中三獎等，導致部分熟人羨慕、忌妒甚至崩潰。
與塔克、繆於廢村中尋找復活藥所需生產素材時，意外觸發Raid任務【桃藤花的巨狼討伐】而成為發現者之一，初次挑戰失敗後，與艾蜜莉歐、繆小隊、塔克小隊、賽伊、御雷神、公會・八百萬神精英和其他玩家組成共30人複數小隊挑戰，成為初次攻略者之一，攻略任務後獲得「樹苗」、「鎧甲」、「手環」獎勵（最初攻略者能額外獲得兩個獎勵），隨後把「手環」獎勵與繆獲得的「書」獎勵進行交換。（Raid任務獎勵有「樹苗」、「鎧甲」、「手環」、「書」、「披風」、「牙」、「盾」共七種）
與塔克、伊旺等人於北方山脈進行登山進而發現新區域「高原區域」，之後和塔克、艾蜜莉一起探索高原區域時捲入陸皇龜暴走事件。在眾多玩家進行挑戰怪物暴走事件時，與塔克隊伍一起進行陸皇龜登頂作戰，之後發現陸皇龜體內迷宮，雖然順利擊敗迷宮頭目，但因任務的特殊需求無法完成暫時離開，並於在天賦擴張任務期間和塔克、賽伊、繆等人重新挑戰陸皇龜體內迷宮發現隱藏名匠NPC，擊敗迷宮頭目後順利完成治療任務獲得【陆皇龟的奖章】。
與御雷神、歐特納西、藍格雷等人為收集【機關魔導人偶】零件，到荒野區域的遺跡地帶挖掘廢棄物，用千里眼觀看的距離並製作地圖，地圖完成後發現綠洲、遺跡的分布有特殊特徵，進而發現新區域「地下溪谷」以及從地下溪谷通往未知區域「矮人之國」的標示文，使御雷神決定公會・八百萬神的遠征目標。在遠征活動中與御雷神、賽依、庫洛德等人於迷宮中擊敗徘徊型頭目怪死神・Grim Reaper，突破迷宮進入「矮人之國」，並完成矮人鍛造大師發布的繳納任務後，獲得建造能鍛造精金素材的《魔導爐》資格證明。
與塔克隊伍、繆隊伍等人一起參加希奇福克舉辦的公會・OSO漁會所屬加利恩帆船出海處女航，並在海上和敵怪戰鬥過程中，於高處用千里眼發現遠方有島嶼影像進而發現新區域「南方孤島」，進而展開孤島登陸作戰，擊敗海盜NPC成功登陸孤島。
利維（Ryui）
從初次官方活動獲得的使魔，白馬的幼獸，種族為幻獸【獨角獸】。使用隱身和淨化的水系魔法。由於成獸化使其強化隱身能力，能將所觸及之物一併隱形。
柘榴（Zakuro）
從初次官方活動獲得的使魔，黑狐的幼獸，種族為幻獸【空天狐】。使用火系魔法。成獸化後具有【憑依】天賦，能與云合體提升其狀態和能力，同時會長出狐耳和尾巴。
風妖精
使用惡作劇的風系魔法。在妖精任務後解放妖精加持的鐵戒指後，定期造訪加油工坊送來與妖精相關的道具。
京子（Kyouko）
所僱用之女性NPC，原本是幫忙管理農田生產的農家女，之後追加店鋪員工的工作。
巧（たくみ）／塔克（Taku）
男性，峻、美羽、靜的青梅竹馬，也是峻的同班同學，高中生，網遊廢人，每個月花費在遊戲相關費用至少有數千元。
因掌握峻曾被迫做男扮女裝的Cosplay獲得變裝優勝卻沒被發現性別的黑歷史，經常以此為把柄要他教導作業或借作業來抄，以便縮短寫作業的時間來玩遊戲，之後以壯觀賠率入手最新型VR裝置送給峻，作為報答作業恩情並誘勸入OSO遊戲中。
β玩家（公測玩家）之一，主武器天賦為【雙劍】（【劍】的派生）並有習得【單手劍】（【劍】的派生），主職為劍士。
遊戲角色為茶色短髮、茶色眼睛的少年。外號為「劍聖」，但本人並不喜歡。
與甘茲、米妮茲、凱、瑪咪等人組成五人固定隊伍，並無第六位固定隊員，因此有時會邀其他人組成六人隊伍行動，依照隊伍的平衡性常邀云作為第六位隊員。
遊戲中交友圈豐富，並與許多中小型公會關係良好。
與、繆於廢村中尋找復活藥所需生產素材時，觸發了Raid任務【桃藤花的巨狼討伐】。Raid任務【桃藤花的巨狼討伐】發現者之一，同時也是該任務最初攻略者之一。
因隊伍的需求（例如存放金錢、物品及迷你傳送門）考慮建立據點。在冬季活動時，集資隊伍5人的任務幣取得【組合屋】，預計購買第一城鎮南區便宜土地興建【組合屋】成為隊伍據點。
美羽（みう）／繆（Myu）
女性，峻和靜的妹妹，國中生，網遊廢人，活潑開朗的元氣美少女，料理方面完全沒天分甚至可以說成災難。
β玩家（公測玩家）之一，主武器天賦為【單手劍】（【劍】的派生），主職為魔法劍士，以聖騎士風格為目標，魔法天賦為【光屬性才能】、【回復】。
遊戲角色為白色雙馬尾長髮、淡紫色眼睛的美少女，裝備風格以白色系為主，外號為「白銀聖騎士」。
與露卡多、蔻哈克、禮蕾、希諾、托烏托比等人組成六人固定隊伍，並擔任小隊隊長和回復役魔法師。
Raid任務【桃藤花的巨狼討伐】發現者之一，同時也是該任務最初攻略者之一。
於OSO一週年活動中取得【公會區域持有權】，完成公會任務入手「公會證」，並與露卡多等共6人創立公會【白銀的女神】。

### 塔克隊伍
巧（たくみ）／塔克（Taku）
介紹詳見主要角色
甘茲（Gantsu）
男性，β玩家（公測玩家）之一。
戰鬥系天賦為【格鬥】的格鬥型玩家。
與塔克、米妮茲、凱、瑪咪等人組成五人固定隊伍。
Raid任務【桃藤花的巨狼討伐】最初攻略者之一。
米妮茲（Minitsu）
女性，主武器天賦為【杖】的回復役魔法師，魔法天賦為【回復】、【光屬性才能】。
與塔克、甘茲、凱、瑪咪等人組成五人固定隊伍。
Raid任務【桃藤花的巨狼討伐】最初攻略者之一。
凱（Kei）
男性，β玩家（公測玩家）之一。
主武器天賦為【劍】和【盾】，主防具天賦為【鎧】的高防禦型坦系玩家。
與塔克、甘茲、米妮茲、瑪咪等人組成五人固定隊伍。
Raid任務【桃藤花的巨狼討伐】最初攻略者之一。
瑪咪（Mami）
女性，主武器天賦為【杖】，主職為魔法師，魔法天賦為【風屬性才能】。
與塔克、甘茲、米妮茲、凱等人組成五人固定隊伍。
Raid任務【桃藤花的巨狼討伐】最初攻略者之一。

### 繆隊伍／公會・白銀的女神
在本傳第1卷&外傳第1卷中組成六人固定隊伍，外傳第3卷命名「白銀的女神」，於本傳第19卷正式成立公會「白銀的女神」。
美羽（みう）／繆（Myu）
介紹詳見主要角色
露卡多（Lucato）
女性，與繆、蔻哈克、禮蕾、希諾、托烏托比等人組成六人固定隊伍，擔任小隊副隊長兼指揮塔。
主武器天賦為【雙手劍】（【劍】的派生）。
負責補佐繆，使用巨劍和細劍的雙刀流劍士。
黑色長髮並將頭髮綁起來，澄色眼睛。
Raid任務【桃藤花的巨狼討伐】最初攻略者之一。
第19卷與繆、蔻哈克、禮蕾、希諾、托烏托比共6人一起創立公會，名稱為【白銀的女神】。
蔻哈克（Kohaku）
女性，與繆、露卡多、禮蕾、希諾、托烏托比等人組成六人固定隊伍。
穿著日式服裝的法師，主武器天賦為【短杖】（【杖】的派生），魔法天賦為【風屬性才能】【水屬性才能】。
金黃色長髮並綁成單馬尾，金黃色眼睛的少女角色。
擔任禮蕾的吐槽役及剎車的人物。
Raid任務【桃藤花的巨狼討伐】最初攻略者之一。
禮蕾（Rirei）
女性，與繆、露卡多、蔻哈克、希諾、托烏托比等人組成六人固定隊伍。
重視單發火力的法師，主武器天賦為【長杖】（【杖】的派生），魔法天賦為【火屬性才能】。
粉紅色短髮，紫色眼睛的少女角色。
經常陷入百合幻想暴走。
Raid任務【桃藤花的巨狼討伐】最初攻略者之一。
希諾（Hino）
女性，β玩家（公測玩家）之一。
與繆、露卡多、蔻哈克、禮蕾、托烏托比等人組成六人固定隊伍。
威力型前鋒，主武器天賦為【長槍】（【槍】的派生）和【大鎚】（【鎚】的派生），使用長槍和大鎚等重量級武器來戰鬥。
金黃色短髮，右眼紅色左眼藍色的異色瞳類型，身材嬌小的少女。
Raid任務【桃藤花的巨狼討伐】最初攻略者之一。
托烏托比（Toutobi）
女性，與繆、露卡多、蔻哈克、禮蕾、希諾等人組成六人固定隊伍，隊伍中擔任斥候角色。
主武器天賦為【短劍】（【劍】的派生）。
使用短劍偷襲和打帶跑戰術，以爆擊和速度為風格的刺客類型。
紫色短髮淡綠色眼睛的少女角色
Raid任務【桃藤花的巨狼討伐】最初攻略者之一。

### 公會・生產公會
由云、瑪琦、庫洛德、利利等人出資，委託云、繆、賽伊完成公會任務取得公會證進而設立。

OSO生產向公會中最大型的公會，又有「道具百貨」的稱呼。
瑪琦（Magi）
β玩家（公測玩家）之一，主武器天賦為【斧】和【鎚】並習得魔法天賦【火屬性才能】，文庫第19卷習得【銃】，主職為生產職兼戰士。
從公測時期就和庫洛德、利利三人並稱頂尖的生產職人，其中她是製作金屬製武器、防具和飾品的頂級鍛造師，精通【鍛造】和【工藝品】。
稍偏暗紅色長髮，淺褐色肌膚的女性角色。
於第一城鎮設立店鋪「芝麻開門」，位於傳送點附近，販賣金屬製武器、防具和飾品為主，並代售云生產的部分回復藥水、附魔石。
與、庫洛德、利利組隊參加初次官方活動獲得第四名的成績得到優勝（成績最高的五組隊伍並列優勝隊伍），優勝獎勵選擇【生產箱】，並在活動中獲得一隻幼獸和一把魔改造武器素材等；活動過後四人不定時舉辦聚會，閒聊最近的近況、情報、新生產道具或素材披露。
小說第三集籌備設立【生產公會】，小說第四集成立後擔任公會會長。
里克爾（Recoeur）
瑪琦從初次官方活動獲得的使魔，狼犬的幼獸，蒼藍色的小狗，種族為幻獸【冰魔狼】。可生成冰塊射向敵方。成獸化後爪子與牙齒變長，可以一掃複數敵人。
火妖精
使用增強火力的火系魔法。在妖精任務後解放妖精加持的鐵戒指後，自願留下來協助瑪姬鍛造。
露芙
女性型【機關魔導人偶】。
庫洛德（Cloude）
β玩家（公測玩家）之一，主職為生產職兼魔法師，主武器天賦為【杖】並習得【棒】，魔法天賦為【闇屬性才能】。
二十歲前後長得像模特兒的男性。
從公測時期就和瑪琦、利利三人並稱頂尖的生產職人，其中他是製作布製和皮革製防具的頂級裁縫師，精通【紡織】和【毛皮】，並有習得【合成】。
於第一城鎮東門對面大道設立店鋪「柯姆涅斯提咖啡服飾店」，以販賣布和皮革製的防具為主，同時和兩位料理玩家合作經營Cosplay咖啡店，對面是利利的店鋪。
與、瑪琦、利利組隊參加初次官方活動獲得第四名的成績得到優勝（成績最高的五組隊伍並列優勝隊伍），優勝獎勵選擇【個人營運迷宮製作權】，並在活動中獲得一隻幼獸、一套書籍和一把魔改造武器素材（杖）等；活動過後四人不定時舉辦聚會，閒聊最近的近況、情報、新生產道具或素材披露。
小說第三集籌備設立【生產公會】，小說第四集成立後擔任公會副會長，公會實質上掌權者。
襪子（Kutusita）
庫洛德從初次官方活動獲得的使魔，黑貓的幼獸，腳底為白色就像穿上襪子因此取名，種族為魔獸【幸運貓】。可以提高對方的幸運。因其能提升道具獲得率的特性，給生產職業有著極大的貢獻。
闇妖精
使用賦予睡眠狀態的闇系魔法。在妖精任務後解放妖精加持的鐵戒指後，自願留下來讓庫洛德換裝。
利利（Lyly）
β玩家（公測玩家）之一，主職為生產職兼劍士，主武器天賦為【劍】並有習得【斧】。
男性，正太。
從公測時期就和瑪琦、庫洛德三人並稱頂尖的生產職人，其中他是製作木製武器的頂級木工師，精通【木工】。
於第一城鎮東門對面大道設立店鋪「利利木工店」，販賣木製武器為主，對面是庫洛德的店鋪。
與、瑪琦、庫洛德組隊參加初次官方活動獲得第四名的成績得到優勝（成績最高的五組隊伍並列優勝隊伍），優勝獎勵選擇【個人領域所有權】，並在活動中獲得一隻幼獸和魔改造武器素材（一對匕首）等；活動過後四人不定時舉辦聚會，閒聊最近的近況、情報、新生產道具或素材披露。
小說第三集籌備設立【生產公會】，小說第四集成立後成為公會會員。
在【個人領域所有權】裡面建設造船塢等大型工坊以及種植各種樹木，同時也供幼獸們活動玩耍。
涅希亞斯（Nesias）
暱稱希亞，利利從初次官方活動獲得的使魔，鳥的幼獸，澄紅色的小鳥，種族為幻獸【不死鳥】。擁有【復活】的技能，能在玩家死後自動使其甦醒，其優先順序高於復活藥，且代價為MP的一半。尾巴的火有一點保暖用處。
風妖精
在妖精任務後解放妖精加持的鐵戒指後，自願留下來幫利利管理個人領域。

### 公會・八百萬神
OSO最大、最強的玩家公會。
靜（しずか）／賽伊（Sei）
女性，峻和美羽的姊姊，大學生，離家到外地上大學，網遊廢人，賢慧莊淑的巨乳美女，可是一旦固執或生氣起來是很恐怖的。
β玩家（公測玩家）之一，主武器天賦為【錫杖】（【杖】的派生），主職為魔法師，魔法天賦為【水屬性才能】、【回復】，並有習得【棒】sense來應對近身戰鬥。
遊戲角色為水藍色長髮、水藍色眼睛的巨乳美女，外號為「水靜之魔女」。
運氣普通，經常撿不到自己想要的裝備或素材（常被讀心晶片中招），尤其看到弟弟峻輕鬆獲得稀有道具時容易臉黑鬧情緒。
OSO內首屈一指的魔法師，具有問鼎最強魔法師的實力。
公會【八百萬神】副會長。
Raid任務【桃藤花的巨狼討伐】最初攻略者之一。
御雷神（Mikaduchi）
女性，主武器天賦為【棍棒】（【棒】的派生）。
公會【八百萬神】會長。
Raid任務【桃藤花的巨狼討伐】最初攻略者之一。
歐特納西
男性，主職為生產職兼劍士，專精【鍛造】，外號【刀鍛冶】，對日本刀有著無比的熱情。
藍格雷
男性，生產職兼格鬥家，生產sense為【工藝品】，外號【雕金師】，對飾品、首飾品味有獨特的特色。

### 公會・新綠之風
蕾緹雅於成書版第5卷創建，第23卷跟公會・毛茸茸怪物同好會進行合併
蕾緹雅（Reteea）
女性，主武器天賦為【鞭】也有習得【樂器】，是將生物馴服為使魔（使役獸）的頂級調教師，專精【調教】，魔法天賦為【回復】、【光屬性才能】。
耳朵為精靈耳，金色長髮的美少女。
戰鬥風格是使用【鞭】和【回復】，並運用使魔來戰鬥。
在公會證價格雪崩時購買公會證，創立公會【新綠之風】並擔任公會長，成書版是在R任務桃藤花初次攻略成功慶祝會上成立公會，web版是在生產公會創立慶典前成立公會。
哈爾
蕾緹雅的使魔，種族為【草食獸】，名字意义為四季的"春"。
納茲
蕾緹雅的使魔，種族為【千羽鳥】，名字意义為四季的"夏"。
亞齊
蕾緹雅的使魔，種族為【燐火】，名字意义為四季的"秋"。
福優
蕾緹雅的使魔，種族為【精靈豹】，名字意义為四季的"冬"。
睦月
蕾緹雅在初次官方活動中獲得的使魔，象的幼獸，種族為幻獸【象頭神】，名字意义為日本月份別稱的一月。
齊沙拉奇
文庫版蕾緹雅在生產公會創立慶典活動中馴服的使魔，種族為【雷納蟲】，web版目前尚未擁有該使役獸，名字意义為日本月份別稱的如月（二月）。
亞由依
文庫版蕾緹雅在妖精任務後透過交涉馴服的使魔，種族為【風妖精】，web版目前尚未擁有該使役獸，名字意义為日本月份別稱的彌生（三月）。
卯月
文庫版蕾緹雅在擊敗殭屍古龍後取得水龍蛋孵化的使魔，種族為【水龍】，web版目前尚未擁有該使役獸，名字意义為日本月份別稱的四月。
萊娜德
女性，第二梯次玩家，是阿爾法德的雙胞胎姐姐。愛稱是萊娜，是個短槍使。
阿爾法德
男性，第二梯次玩家，是萊娜德的雙胞胎弟弟。愛稱是阿爾，是個魔法使。
遠藤繪美里（えんどう えみり）／艾蜜莉（Emili）
女性，峻和巧的同班同學，同時也是班長。
遊戲角色名為艾蜜莉（Emili），使用特殊飾品的效果改變聲音和角色名稱為艾蜜莉歐（Emilio）。是頂級的素材加工師，精通【合成】和【鍊金】，並習得【工藝品】。
外號為「素材店」，開設的店舖名稱也叫「素材店」，店舖為於第一城鎮小巷內，販賣由【合成】、【鍊金】加工處理的生產素材為主，因此主要客戶群是生產職人或生產向公會，並在生產職人中有一定的名氣。
主武器天賦為【連接劍】（【劍】【鞭】的派生天賦）。戰鬥風格是使用【連接劍】，並運用【合成】、【鍊金】創造的生物來戰鬥。
Raid任務【桃藤花的巨狼討伐】最初攻略者之一，獲得的三件獎勵其中之一為【桃藤花的樹苗】，並將樹苗種植進盆栽中。
未加入任何玩家工會，經常與蕾緹雅、蓓爾嘉茉特等人組隊，有時也進行獨自狩獵。
文庫版本傳第23集正式加入公會・新綠之風。
水妖精
在妖精任務後解放妖精加持的鐵戒指後，自願留下來幫艾蜜莉照顧植物。
蓓爾嘉茉特
在Web版是【新綠之風】副會長，文庫版是【毛茸茸怪物同好會】會長。
劍士，熱愛獸耳和毛茸茸的東西。
文庫版本傳第23卷公會・新綠之風和公會・毛茸茸怪物同好會進行合併。

### 公會・地獄烈火隊
PK公會
弗萊恩
擔任【地獄烈火隊】公會長，男性，戰鬥狂、PK愛好者。
後在與生產公會合作創造出【通緝犯】系統後，上懸賞單後轉為PKK進行PK，在第六卷時懸賞金額為345萬G，在第十三卷時懸賞金額為1090萬G。
托比亞
男性，PK玩家。在Web版原本是【福煦獵犬】副會長，桃藤花事件後轉為【地獄烈火隊】副會長，文庫版一開始就是【地獄烈火隊】副會長。
後在與生產公會合作創造出【通緝犯】系統後，上懸賞單後轉為PKK進行PK，在第六卷時懸賞金額為214萬G，在第十三卷時懸賞金額為740萬G。

### 其他人物
由佳里
福蘭
拉提穆
在庫洛德的「柯姆涅斯提咖啡服飾店」任職的服務生。
卡莉安
在庫洛德的「柯姆涅斯提咖啡服飾店」任職的服務生。
菲歐露
著名的【料理】生產職玩家，西式點心特化的糕點師，在庫洛德的「柯姆涅斯提咖啡服飾店」擔任糕點師。
希奇福克
公會【OSO漁會】會長，稱號「船長」。
精通水中戰鬥的玩家。
最先發現海岸地區，想要建造加利恩帆船在海上航行探險，卻沒有生產職玩家願意建造，透過云的介紹利利願意承接建造帆船，因此回饋給云等人所需BOSS情報，也因此云等人打倒BOSS後也發現海岸地區。
帆船建好後，邀請云等人參加處女航行，於航海過程中云用千里眼發現未知的孤島地區，並在孤島登陸作戰中成功登陸孤島。
伊旺
登山玩家。
誘導、塔克參加登山活動並予以教導，進而與云、塔克一起發現新地區「高原區域」。
ヒヤマ
伊旺的好友，登山玩家。
在Web版是跟伊旺一起誘導云、塔克參加登山活動並予以教導和發現「高原區域」，在文庫版則未出場。

## 用语

### 遊戲相關
open—β版
即為公眾參與測試版，而在β版就已經在玩的玩家稱為β玩家，正式版開通才開始玩的玩家稱為第一梯次玩家，正式版更新並追加販賣VR裝置後才玩的玩家稱為第二梯次玩家。
角色創建
OSO遊戲角色是參考現實人物來創建，因此必須使用攝影機來拍攝玩家現實面貌、體型後，才可進行角色創建，玩家只能對角色細部設定進行修改，例如髮色、瞳色、膚色、髮型、耳朵形狀（妖精耳），一般是無法給自己的角色改變性別（男生用女性角色，女生用男性角色的狀況）。
公會創建
必須持有「公會證」並支付一定金額即可創建玩家公會。
「公會證」必須完成特定任務才可獲得，也可以向擁有「公會證」的玩家進行購買後取得，或是對玩家進行委託任務獲得「公會證」。
若要建立公會會館，須購買土地後進行建設任務、或是直接購買已存在的空屋、或是透過官方活動入手【增设特殊住家的权利】【組合屋】【公會區域持有權】等建築物類型的獎勵。
城鎮
- 第一城鎮

又名開始的城鎮、新手鎮，所有玩家剛開始玩遊戲時皆從此城鎮開始，中央廣場設有傳送門，並且傳送門前廣場也是玩家死亡後的復活點，所有城鎮中最熱鬧，絕大多數玩家所設立之店鋪、公會會館、小屋都設立於此處，附近有洞窟、小迷宮，四周被森林圍繞的城鎮。
- 第二城鎮

位於第一城鎮東方，須穿越東邊森林進入森林區域打倒關卡Boss「劍鱗蜥蜴」後進入，流露農村、牧場氣息的小鎮，創立公會的相關任務以及擁有木工、紡織、毛皮、調和、料理類任務。
- 第三城鎮

位於第一城鎮西方，又名礦山之城，須穿越西邊森林進入採石場區域打倒關卡Boss「高崙」後進入，流露礦工氣息的城鎮，附近有礦坑，擁有鍛造、工藝品、鍊金類任務。
- 迷宮街

又名第四城鎮，位於第一城鎮南方。須穿越南邊森林進入濕地區域並打倒關卡Boss「暗影人」後進入，擁有四座地下城迷宮以及通往迷宮的入口。
- 廢村

位於桃藤花附近的廢棄村莊，Raid任務之一【桃藤花的巨狼討伐】發生點。
- 妖精鄉

文庫版登場，僅在限期官方活動時透過魔法傳送陣讓玩家進入，妖精的故鄉，玩家尚未找到出入路徑。
玩家與妖精的好感度達一定程度以上則有可能會被妖精招待傳送至妖精鄉。
- 鬼人的別墅

文庫版登場，位於火山地區內，共有七條街道，擁有商店街、抽獎店、流氓街、競技場等設施。
- 北方城鎮

文庫版登場，位於第一城鎮北方，穿越北方森林並爬上山崖進入洞穴，穿越洞穴後進入高原區域打倒關卡Boss「雷光馬」後才可進入，流露雪國氣息的城鎮，並有城堡。
- 矮人之國

文庫版登場，位於迷宮街南方的荒野區域地底下。須從迷宮街南下進入荒野區域，再從荒野區域遺跡入口進入地下溪谷區域，進入地下溪谷中部的洞穴到達障礙關卡迷宮，穿越迷宮後即可進入矮人之國。居民為矮人，有鍛造和工藝品類任務。
- 孤島漁村

文庫版登場，位於南方海域上的孤島區域的村莊，須從海岸區域搭船突破海洋區域登陸孤島。
- 綠洲都市

文庫版登場，位於沙漠地區中。
- 斷層街

文庫版登場，從鬼人的別墅出發通過無機洞窟到達。
中華風的建築，居民為獸人，擁有增加飾品裝備重量上限的任務。
官方活動
活動型式有下列兩種：
- 在特別伺服器開設特別地圖，其時間流動比一般地圖慢上八十倍，特別地圖一周時間等同約現實世界的兩小時。
- 在一般伺服器的普通地圖舉辦（大都在第一城鎮舉行），為期數十天的限期活動。（文庫版除了第一次活動架設特別地圖，其餘活動都是這種模式）

活動中玩家死亡機制依不同活動而有所不同，例如：死亡後直接回歸普通地圖不會有死亡懲罰、或死亡後須用特定道具復活、或維持正常設定的死亡懲罰、或死亡後的死亡懲罰依照角色等級高低決定時間長短等等。
正式版活動舉辦順序如下：
1. 夏季活動——森林野營遊戲（幼獸森林）
2. 限定活動——妖精鄉拯救任務（僅在文庫版登場，一般地圖限期活動）
3. 冬季活動——任務小鎮（聖誕活動）（WEB版在特別地圖加速時間，但文庫版在一般地圖為期三周的限期活動）
4. 戰爭活動——魔女城攻城戰（僅在WEB版登場）
5. OSO正式營運一週年活動（僅在文庫版登場，一般地圖限期活動）

### 遊戲術語
- 天賦（Sense）：「Sense」類似於天賦、才能、特長、效用的能力，玩家必須裝備上「天賦」才能進行戰鬥、生產、游泳、演奏等相關行為。
  - 衍生天賦：又稱「派生天賦」，當一種或兩種「天賦」達到Lv.30或Lv.50時可取得新的「天賦」，原「天賦」保留。（目前只有裝備系天賦有衍生天賦）
例如【劍 Lv.30】可獲得【單手劍】、【雙手劍】、【雙劍】等衍生天賦，【劍 Lv.50】可獲得衍生天賦【魔劍】，【劍 Lv.30】【鞭 Lv.30】可獲得衍生天賦【連結劍】。
  - 高級天賦：又稱「高等天賦」、「上級天賦」、「上位天賦」，當一種或一種以上「天賦」達到Lv.30或Lv.50或Lv.70時可取得新的「天賦」，新「天賦」保留原「天賦」特性，原「天賦」消滅。
例如【水屬性才能 Lv.30】可獲得高級天賦【冰屬性才能】，【敏捷上升 Lv.50】可獲得高級天賦【捷足】，【魔力Lv.70】可獲得高級天賦【大魔力】，【物理攻擊上升 Lv.30】【物理防禦上升Lv.30】可統合獲得高級天賦【物理上升】，【魔法才能 Lv.50】【魔力 Lv.50】可統合獲得高級天賦【魔道】（【魔導】），【毒耐性 Lv.30】【麻痺耐性 Lv.30】【昏厥耐性 Lv.30】【睡眠耐性 Lv.30】可統合獲得高級天賦【身體耐性】。
- 天賦點數：Sense Point簡稱SP，玩家必須消費SP才能獲得「天賦」，新手初期SP點為10點，天賦等級每隔10等級（Lv.10、Lv.20、Lv.30等）可獲得1SP，部分官方活動也可能獲得SP。基礎天賦、派生天賦得消耗1SP才能取得（後期新追加設定的基礎天賦中有一個例外需要10SP），而高級天賦最少消耗1SP最多5SP才能取得天賦。（大多數高級天賦須消耗2～4SP取得）
- 天賦欄：分為裝備欄和保留欄（備用欄）兩種，裝備欄共有十個欄位能裝備十種「天賦」（若要增加欄位必須完成特定任務，文庫版最新進度可額外再增加兩個裝備欄），玩家能使用裝備欄中「天賦」的各種技能、能力，而保留欄沒有數量限制但玩家無法使用保留欄中的「天賦」武技、技能與能力，玩家依照環境狀況可將在裝備欄和保留欄中的「天賦」進行替換組合。
- 武技（Arts）：武器系的特殊攻擊、特殊技能。
- 技能（Skill）：魔法系天賦的魔法技能，PK系、格鬥系、生產系、念力系、調教系等等天賦的技能。
- 製作書（Recipe）：生產系天賦相关的技能，即使手工作業也有可能生成道具。
- EX技能（EX Skill）：須滿足特定條件或達成特定任務才可獲得的特別技能。
- 道具：分為任務道具、裝備、消耗品、生產素材、未鑑定道具（化石、破爛等）五種。
  - 裝備分為武器、防具、飾品三種。
  - 生產素材分為食材、素材、強化素材三類，其中強化素材可讓裝備附上追加效果。
- 耐久度：武器、防具、飾品和部分消耗品（例如可重復使用的餐具、容器等）所擁有的狀態，耐久度歸零時道具將損壞消失，可將耐久度下降之道具讓相關生產職人進行耐久度回復，但消耗品和部分裝備之耐久度則無法進行回復，此外新手裝備（武器、防具）和部分特殊裝備（武器、防具、飾品）則無耐久度設定，永遠不會損壞。
- Meta：被稱為「戰略佈局」、「針對」、「局勢」等等意思，以特定「種類」或「關卡」或「種族」或「地形」或「組成的對手」等等為假想敵，選擇讓自身有利的戰鬥方式。
- MPK：Monster player kill、Mob-player kill，在遊戲中引怪或拖怪，藉以殺害其它玩家。
- PK：Player Kill，攻擊殺害玩家角色的玩家，又稱「紅名玩家」。輸掉的玩家所持有的金錢一半將轉移到勝利的玩家上。
- PKK：Player-Killer-Killer，意指殺掉專門殺害其他玩家的玩家。
- PVP：Player versus player 縮寫，意思是玩家对战 ，即玩家邀請玩家進行PVP對戰，有多種模式，不會出現像PK輸掉掉錢和死亡懲罰的情況。
- GVG：Guild versus Guild 縮寫，玩家公會間的對戰，有多種模式。
- GM：遊戲主持者（Game Master）。
- Raid任務：又稱副本任務，簡稱R任務，為複數小隊共同挑戰之任務。
- Chain任務：又稱连锁任務，簡稱C任務，複數劇情連貫任務。
- 死亡懲罰：玩家死掉後，若沒有蘇生道具（復活道具）或蘇生技能（復活技能）將死亡的玩家復活，數秒後玩家將會轉移到第一城鎮復活點或官方活動地圖復活點，此時玩家會產生死亡懲罰（官方活動不一定會有死亡懲罰），內容有玩家能力值低下、武器攻擊判定消失、無法使用技能（Arts、Skill、Recipe）等情況隨機產生，持續時間不一定，視導致死亡的怪物、頭目、任務、活動而有所變動，最長可達72小時。
- 共鬥懲罰：討伐Mob、Boss或任務時，參加人數、隊伍過多造成，會使得Sense的上升率下降、道具掉落率低下、能力低下、敵人MOB能力上升、隨機戰斗狀態這類按順序發生，但部分地圖、任務、活動、頭目怪及遭受MPK情況時例外。
- 獨行玩家（Solo player）：又稱獨立玩家、獨行者（Solo），指不參與隊伍、團隊、玩家公會，在多人線上遊裡獨自進行遊戲的玩家，但有時仍會與其他玩家暫時組隊。
- 網遊廢人：沉淪在遊戲的假想世界中，與現實生活脫節。[3]
- 物欲感應器

又稱「讀心晶片」，是遊戲玩家對於隨機獎勵或掉落物出現的低機率之起因所構想出的虛構科技。網路迷信之一。顧名思義，是指某些遊戲疑似裝有能算出玩家目標的機能，故意對抗玩家的意願，以拖延遊戲時間。
- 異常狀態（バツドステータス（Bad Status, BS））

又稱「負面狀態」、「狀態異常」、「不良狀態」，對玩家造成不良影響的狀態，有基礎的八種異常狀態以及對應八種基礎異常狀態強化版的八種高級異常狀態共十六種異常狀態；此外尚有特殊異常狀態，須在特定條件下才會觸發（例如飲酒、詛咒裝備、詛咒觸發等等）。
基礎異常狀態分別為【毒】、【麻痺】、【睡眠】、【昏厥】、【詛咒】、【混亂】、【僨怒】、【魅惑】。
高級異常狀態目前僅確認有【猛毒】（毒高級狀態）、【暴走】（憤怒高級狀態）、【恐怖】（混亂高級狀態）、【誘惑】（魅惑高級狀態）四種。
飲酒引發的特殊異常狀態確認有【酩酊】。
遊戲裝備引發的特殊異常狀態確認有【倦怠】、【衰弱】、【技能封印】、【无法恢复HP】。
以受【詛咒】的狀態所觸發的特殊異常狀態目前僅確認有【封锁技能】、【禁止使用回复技能、道具】、【数值降低】、【魔法封印】、【HP减少】、【MP减少】。
天賦擴充任務「封印之間」的異常狀態有【技能封印】、【道具封印】、【普攻封印】。
異常狀態分為身體類異常狀態（毒、麻痺、睡眠、昏厥）和精神類異常狀態（詛咒、混亂、僨怒、魅惑）兩大類，DEF值高時玩家不易受身體類異常狀態影響，MIND值高時玩家不易受精神類異常狀態影響。
每個基礎異常狀態有五種強度，1最弱而5最強，強度代表異常狀態持續的時間長短，數字越高持續時間越長。
引發異常狀態的原因很多，例如特殊地形、陷阱、怪物攻擊、怪物體液、短時間損失大量HP、進食有毒食物或藥水、喝酒、裝備詛咒裝備等等。
- 迷宮（Dungeon）

迷宮又稱為「地城」、「地下城」、「地牢」。
指遊戲地圖中的特殊區域，一般是通往地底下或山壁內的洞穴、隧道、階梯、樓梯、大門的形式，亦或是透過傳送陣、傳送裝置、轉移門、空間裂縫等方式來到達未知區域、異世界、異空間等等的情況。但是也有像廢棄的城堡（或人工建築物）、廢棄的城鎮（或村落、墓地）、遺跡、鬼屋（或幽靈船）、天空城（或浮島、孤島）、山林、山賊或邪教徒的據點、超弩级怪物體內迷宮等等類型出現，提供玩家進行未知探險、尋寶，迷宮內部存在怪物（或是盜賊等敵性NPC）、寶箱、財寶以及頭目怪，有時會存在機關和陷阱來妨礙玩家進行探索，甚至會有任務NPC的存在。
- 村民／非玩家角色（NPC，Non-Player Character）

指遊戲中不是由玩家、遊戲測試人員或GM所直接操作的角色人物，大部份存在於城鎮、村莊中，少數會在野外地區或迷宮中。
NPC會販賣或製造玩家所需的裝備、道具，也會收購玩家不需要的裝備、道具。有些NPC會交待玩家任務，視任務的不同而有不一樣的報酬。
部分讨伐任務會有敵性NPC角色，敵性NPC會攻擊玩家，例如讨伐盗贼、強盜、海盜／海贼、山賊、犯罪者、通緝犯、刺客／殺手、邪教徒、敵對陣營者等等。
- 怪物／敵怪（Mob）

指遊戲中非人型或非人類種的生物以及非生物的角色，通常對玩家角色有敵意，但依遊戲或作品設定也有例外沒有敵意的存在。玩家角色可藉由殺死怪物獲得經驗值以及其他各種報酬。
依性質可分為會主動攻擊玩家的主動怪、被玩家攻擊才會攻擊玩家的被動怪、不會攻擊或主動攻擊玩家並且身負特殊任務的怪物等幾種。
依強度分為普通怪、菁英怪（強力怪）和頭目怪三種，極少數菁英怪戰鬥力甚至能和頭目怪匹敵（僅僅HP沒有頭目怪多）。
部分怪物並不會攻擊玩家，甚至可以進行對話、獲取劇情任務或馴服的怪物存在。
- 頭目／頭目怪／魔王（Boss／Boss Mob）

指遊戲中居於關卡或區域中最強大的怪物。通常殺死頭目會有較優渥的獎勵。
依性質又分為區域頭目、關卡頭目、迷宮頭目、特殊頭目、任務頭目、副本頭目、徘徊頭目、超弩级頭目、活動頭目和最終頭目等數種。
- 區域頭目：又稱「地區頭目」，在區域中存在的怪物或怪物族群中最強大的個體，同一區域（地圖）中可能存在複數的區域頭目。例如高原地區中的钢牛头目铁牛、魔法羊头目法师羊、鸡蛇头目鸡蛇王。
- 關卡頭目：指玩家要進入下一個區域（或城鎮）時，有時會存在頭目怪來阻擋玩家前進，即為關卡頭目，必須將頭目怪擊敗或限定時間內存活（或其他條件），才能進入下一個區域。例如從第一城鎮初次要進入第三城鎮時必須打倒頭目怪高崙、從第一城鎮初次要進入迷宮街時必須打倒亦或是玩家在限定時間內存活的頭目怪暗影人。OSO的關卡頭目只要擊敗過一次後，頭目就不會主動阻擋玩家，玩家可自由出入。
- 迷宮頭目：存在於迷宮或地城內部的頭目怪。例如陸皇龜體內迷宮中的頭目怪电击寄生虫、山賊寨洞窟中的頭目怪地縛霊・シャーボット（WEB版）、官方活動中出現的五座聖誕迷宮內的頭目怪惡魔。
- 任務頭目：指進行任務（通常是討伐任務、副本任務、連鎖任務）過程中出現的頭目怪。例如取得公會證任務的頭目怪选定者玛斯提尔・狄恩、天賦擴充任務的頭目怪封印之间的蝎狮、【C任务・摧毁恶魔信徒的基地】的頭目怪惡魔（第一階段「石像鬼」、第二階段「灵体恶魔」）。
- 副本頭目：指需要複數小隊共同挑戰的頭目怪，在副本任務及部份官方活動登場。例如【R任务：桃藤花的巨狼讨伐】的頭目怪加姆幽灵、【紧急 R任务：讨伐深渊蜘蛛】的頭目怪深渊蜘蛛、初次官方活動出現的頭目怪幻兽大食怪。
- 徘徊頭目：遊走於不同區域的頭目怪。例如徘徊型頭目怪死神・Grim Reaper。
- 超弩级頭目：體形極為巨大的頭目怪。例如高原區域的超弩级陆龟型敌怪巨岩。
- 活動頭目：在官方活動中出現的的頭目怪。例如夏季活動出現的頭目怪幻兽大食怪、冬季活動中出現的五座聖誕迷宮內的頭目怪惡魔（五座迷宮內惡魔名稱及特性皆不同）。
- 特殊頭目：收集特定道具進行特定儀式進行招喚、復活、創造而出現的頭目怪。例如收集【古龙】类素材及其他素材進行【复活炼成】所誕生的僵尸龙、在追加一般地圖空中浮島收集【暴獸刻印的原盤】來招喚頭目怪幻兽大食怪。

- 疯狂模式：疯狂模式就是头目怪的HP少到一定数值后，状态数值会上升或是使出特殊攻击的設定。
- 最终攻击

有时也被称为【濒死攻击】或【抓交替攻击】等等。是当怪物HP归零的瞬间强制发动的特殊攻击类总称。
- 其他遊戲術語

### 玩家相關
角色能力屬性
| 屬性  | 英文名稱       | 中文名稱 | 意義             | 影響 |
| ----- | -------------- | -------- | ---------------- | --- |
| HP    | Health Point   | 生命值   | 生命值           | 受傷害、EP歸零或中毒時減少，中詛咒時也有機率造成HP、MP同時減少，HP歸零時死亡（戰死、毒死、淹死、摔死、餓死等），可自然恢復                   |
| MP    | Mana Point     | 魔力值   | 魔力值           | 使用武技、技能或中詛咒時減少，MP歸零或不足時無法發動武技、技能，可自然恢復                                                                   |
| EP    | Eatables Point | 飽食度   | 飽食度、空腹度   | 隨時間減少，無法自然恢復，需用遊戲食物補充，回復道具也能回復少量EP，EP低於一定值時會喪失力氣且能力值下降，EP歸零時會緩緩降低HP最終HP歸零死亡 |
| ATK   | Attack         | 攻擊力   | 物理攻擊力       | 物理攻擊力、物理射程 |
| DEF   | Defense        | 防禦力   | 物理防禦力       | 物理防禦力 |
| INT   | Intelligence   | 智力     | 魔法攻擊力       | 魔法攻擊力 |
| MIND  | Mind           | 精神力   | 魔法防禦力       | 魔法防禦力 |
| DEX   | Dexterity      | 靈巧     | 命中率、成功率   | 遠程物理攻擊命中率、道具生產成功率 |
| LUK   | Luck           | 幸運     | 掉寶率、暴擊率   | 暴擊率、稀有道具掉落率 |
| SPEED | Speed          | 敏捷     | 敏捷、速度、迴避 | 動作敏捷性、移動速度、迴避率 |

為了讓玩家更有真實感，遊戲中上述玩家能力屬性只有HP、MP、EP玩家可以看到數值外，其他七項玩家能力屬性的數值是無法看見的。
玩家裝備狀態
- 防具：裝備在身體上共六個部位，分別是头部、手腕、軀幹、腰間（下裝）、內衣、外衣。
- 武器：由手持有的裝備，最多同時裝備兩處，分別是左手、右手。
- 飾品：裝備在身體上，裝備上限以重量為基準，重量上限為10，飾品重量最輕為1（戒指、耳環），最重為5（死兵手環），若要增加重量上限須完成特定任務。

玩家必備天賦
MP屬性：玩家必須擁有【魔力】天賦才可有MP屬性，若無該天賦則一切須用到MP的武技、技能等技能都無法使用。
使用魔法系統玩家必備天賦
魔法系天賦：若玩家想習得魔法系天賦，則必須得先取得【魔法才能】、【魔力】再加上屬性系魔法天賦或補助系魔法天賦或鍊成系魔法天賦，因此至少會佔用玩家三個天賦裝備欄 。

### Sense系統

#### 基礎Sense
基礎天賦大部分在初期就能消費SP學習，但一部分基礎天賦需要SP獲得20、30或40時才會開放學習，極少數基礎天賦需滿足特定條件才可學習。

※大物殺手需要SP獲得30點，並消費10SP才可取得。
| 天賦系統  | 天賦系統   | 基礎天賦 |
| 大分類    | 小分類     | 基礎天賦 |
| --------- | ---------- | --- |
| 魔法系    | 魔道系     | 魔法才能、魔力                                                                                                   |
| 魔法系    | 屬性系     | 光屬性才能、闇屬性才能、火屬性才能、風屬性才能、水屬性才能、地屬性才能                                           |
| 魔法系    | 補助系     | 回復、附加 |
| 魔法系    | 鍊成系     | 合成*、鍊金* |
| 裝備系    | 武器系     | 劍、盾、弓、槍、鞭、棒、杖、鐮、斧、鎚、樂器、魔法書、銃                                                         |
| 裝備系    | 防具系     | 鎧、金屬鎧、皮革鎧、布衣、布防具、长袍                                                                           |
| 戰鬥系    | 格鬥系     | 格鬥、拳、踢、投擲                                                                                               |
| 戰鬥系    | PK系       | 殺刃 |
| 戰鬥系    | 念力系     | 念力 |
| 戰鬥系    | 馴獸系     | 調教 |
| 補助系    | 戰鬥類     | 沉重一擊、幹勁、挑釁、隐密、待机缩短、反抗心、武藝者、指揮提升、大物殺手                                         |
| 補助系    | 魔法類     | 魔法範圍擴大、見習魔女知識、雙重詠唱、詠唱縮短、延遲、共鳴、冥想、魔力回復                                       |
| 補助系    | 隊伍類     | 組隊 |
| 補助系    | 心得類     | 劍士心得、魔法使心得、生產心得、戰士心得、先制心得、要害心得、武技心得、治癒心得                                 |
| 數值系    | 上升系     | 物理攻擊上升、物理防禦上升、魔法攻擊上升、魔法防禦上升、敏捷上升、HP上升、MP上升、HP自然恢復上升、MP自然恢復上升 |
| 數值系    | 削減系     | MP消耗減低、裝備重量減輕                                                                                         |
| 數值系    | 飽食度系   | 大食、小食、積食                                                                                                 |
| 生產系    | 裝備道具類 | 鍛造、工藝品、紡織、毛皮、木工                                                                                   |
| 生產系    | 消耗品類   | 調合、料理 |
| 生產系    | 農藝類     | 栽培 |
| 生產系    | 魔法加工類 | 合成*、鍊金* |
| 耐性系    | 異常狀態類 | 毒耐性、麻痺耐性、睡眠耐性、昏厥耐性、詛咒耐性、混亂耐性、僨怒耐性、魅惑耐性                                     |
| 耐性系    | 環境傷害類 | 炎熱耐性、寒冷耐性                                                                                               |
| 眼力系    | 眼力系     | 鷹之眼、蛇之眼、蒐集眼                                                                                           |
| 認知系    | 認知系     | 感知、發現、洞悉                                                                                                 |
| 動作系    | 動作系     | 行動限制解除、墊步、游泳、登山、陷阱解除                                                                         |
| 知識系    | 知識系     | 語言學、求生、教導                                                                                               |
| 生活系    | 生活系     | 釣魚 |
| NPC交易系 | NPC交易系  | 販賣價格上升、殺價                                                                                               |

#### 魔法系Sense
| 基礎Sense     | 高級Sense    | 高級Sense  | 高級Sense    | 備註                      |
| 基礎Sense     | 一轉         | 二轉       | 三轉         | 備註                      |
| ------------- | ------------ | ---------- | ------------ | ------------------------- |
| 魔力          | 大魔力       |            |              | 【魔力】Lv.70以上才能一轉 |
| 魔法才能 魔力 | 魔道/魔導    |            |              | 兩者達Lv50統合為高級天賦  |
| 水屬性才能    | 冰屬性才能   | 水魔法才能 | 冰魔法才能   |                           |
| 火屬性才能    | 炎屬性才能   | 火魔法才能 | 炎魔法才能   |                           |
| 風屬性才能    | 嵐屬性才能   | 風魔法才能 | 嵐魔法才能   |                           |
| 地屬性才能    | 大地屬性才能 | 地魔法才能 | 大地魔法才能 |                           |
| 光屬性才能    | 天光屬性才能 | 光魔法才能 | 天光魔法才能 |                           |
| 闇屬性才能    | 暗黒屬性才能 | 闇魔法才能 | 暗黑魔法才能 |                           |
| 回復          | 治癒         |            |              |                           |
| 附加          | 附加術       | 附加術士   |              |                           |
| 鍊金          | 鍊金術       |            |              | 同時屬於生產系Sense       |
| 合成          | 合成術       |            |              | 同時屬於生產系Sense       |
| 合成 鍊金     | 鍊成         |            |              | 同時屬於生產系Sense       |

#### 生產系Sense
| 基礎Sense | 高級Sense | 高級Sense | 生產道具                                                                                                   |
| 基礎Sense | 一轉      | 二轉      | 生產道具                                                                                                   |
| --------- | --------- | --------- | --- |
| 鍛造      | 鍛鐵      |           | 金屬武器、金屬防具、炊具、廚具、金屬餐具、金屬容器、金屬錠、金屬製品                                       |
| 工藝品    | 雕金      | 裝飾師    | 飾品、餐具、容器、炊具、玻璃製品、陶瓷製品、金屬錠、寶石、針、釘子、小零件                                 |
| 紡織      | 裁縫      |           | 布防具、寢具、帆布、布製品                                                                                 |
| 毛皮      | 皮革      |           | 皮革防具、皮革製品                                                                                         |
| 木工      | 大工      |           | 木製武器、木製傢俱、木箭、木屋、木船、木製餐具、木製砧板、木製廚具、其他木製品                             |
| 調合      | 調藥      | 調藥師    | 藥水（丸、錠、粉）、魔法藥、狀態異常藥、狀態回復藥、特殊藥水、肥料、炸藥、強酸、香水、精油、軟膏、除蟲香等 |
| 料理      | 料理人    |           | 食物、飲料、酒                                                                                             |
| 合成      | 合成術    |           | 金屬絲、合成MOB、其他生產道具                                                                              |
| 鍊金      | 鍊金術    |           | 種子、屬性石、其他生產道具                                                                                 |
| 合成 鍊金 | 鍊成      |           | |
| 栽培      |           |           | 農業技能，進行植物、菇類的栽培量產                                                                         |

#### 裝備系Sense
| 基礎Sense | 衍生Sense                        | 衍生Sense |
| 基礎Sense | Lv.30                            | Lv.50     |
| --------- | -------------------------------- | --------- |
| 武器系    |                                  |           |
| 盾        | 大盾                             | 魔盾      |
| 劍        | 單手劍、雙手劍、雙劍、短劍、長劍 | 魔劍      |
| 鞭        | 短鞭、長鞭                       | 魔鞭      |
| 劍 + 鞭   | 連結劍                           |           |
| 槍        | 短槍、長槍                       | 魔槍      |
| 斧        | 巨斧                             | 魔斧      |
| 槍 + 斧   | 槍斧                             |           |
| 鐮        | 鎖鐮                             | 魔鐮      |
| 鎚        | 大鎚                             | 魔鎚      |
| 棒        | 棍棒                             | 魔棒      |
| 杖        | 短杖、長杖、錫杖                 | 魔杖      |
| 棒 + 杖   | 戰棍                             |           |
| 弓        | 短弓、長弓、機械弓               | 魔弓      |
| 樂器      |                                  |           |
| 魔法書    |                                  |           |
| 銃        |                                  |           |
| 防具系    |                                  |           |
| 鎧        | 輕鎧                             |           |
| 金屬鎧    |                                  |           |
| 布衣      | 外套                             |           |
| 布防具    |                                  |           |
| 長袍      |                                  |           |

#### 數值上升系Sense
| 基礎Sense                 | 高級Sense（一轉） |
| ------------------------- | ----------------- |
| 物理攻擊上升              | 蠻力              |
| 物理防禦上升              | 剛體              |
| 物理攻擊上升 物理防禦上升 | 物理上升          |
| 魔法攻擊上升              | 導師              |
| 魔法防禦上升              | 守護              |
| 魔法攻擊上升 魔法防禦上升 | 魔法上升          |
| 敏捷上升                  | 捷足              |
| HP上升                    |                   |
| HP自然恢復上升            |                   |
| MP上升                    |                   |
| MP自然恢復上升            |                   |

#### 耐性系Sense
| 基礎Sense                           | 高級Sense（一轉） |
| ----------------------------------- | ----------------- |
| 毒耐性                              |                   |
| 麻痺耐性                            |                   |
| 睡眠耐性                            |                   |
| 昏厥耐性                            |                   |
| 毒耐性 麻痺耐性 睡眠耐性 昏厥耐性   | 身體耐性          |
| 詛咒耐性                            |                   |
| 混亂耐性                            |                   |
| 憤怒耐性                            |                   |
| 魅惑耐性                            |                   |
| 詛咒耐性 混亂耐性 憤怒耐性 魅惑耐性 | 精神耐性          |
| 炎熱耐性                            |                   |
| 寒冷耐性                            |                   |

#### 認知系Sense
| 基礎Sense | 高級Sense（一轉） |
| --------- | ----------------- |
| 感知      | 第六感            |
| 發現      | 識破              |
| 洞悉      |                   |

#### 眼力系Sense
| 基礎Sense | 高級Sense（一轉） |
| --------- | ----------------- |
| 鷹之眼    | 千里眼            |
| 蛇之眼    |                   |
| 蒐集眼    | 鑑定眼            |

## 小說

### Web版和成書版差異
Web版（網路連載版）和成書版（文庫版）除了世界觀和Sense設定相同，劇情大綱走向大致相同，但部分的劇情、人物出場順序、道具・素材的效果和取得方法都有所變動、新增、刪除，越到後期差異越大，於文庫12卷後其劇情已經完全跟網路連載版不同，建議將兩者視為共用世界觀的不同作品。

### Web版
| 章节     | 章节     | 標題                                                     | 中譯                   | 对应文库版    |
| -------- | -------- | -------------------------------------------------------- | ---------------------- | ------------- |
| 第1部    | 1~43     |                                                          | 新手小鎮與弓箭手       | Vol.1         |
| 第2部    | 44~81    |                                                          | 夏季野營與幼獸森林     | Vol.2         |
| 閑話     | 82~98    |                                                          | 幼女與山男與生産者     | Vol.6~Vol.7   |
| 第3部    | 99~168   |                                                          | 現實與活動與R任务      | Vol.3~Vol.5   |
| 第4部    | 169~207  |                                                          | 生產職的日子與准备作戰 | Vol.7~Vol.8   |
| 第5部    | 208~242  |                                                          | 冬季任务与有问题的小镇 | Vol.9~Vol.10  |
| 第6部    | 243~272  |                                                          | 試練與擴張才能         | Vol.8、Vol.11 |
| 第7部    | 273~305  |                                                          | 山賊寨與財寶回收       |               |
| 第8部    | 306~334  |                                                          | 攻城戰活動與魔女城     |               |
|          |          |                                                          |                        |               |
| 番外編SS | 番外編SS | 幸せのエイプリルフール                                   |                        |               |
| 番外編SS | 番外編SS | バレンタインデーの楽しみ方                               |                        |               |
| 番外編SS | 番外編SS | 【OSO1周年の悲喜こもごも】                               |                        |               |
| 外傳     | 1-1～1-4 | 【大きく、綺麗になりたくて】                             |                        |               |
| 外傳     | 2-1～2-4 | 【OSO屋台祭り～食い倒れの大食い大会～】                  |                        |               |
| 外傳     | 3-1～3-4 | 【アトリエール】で女子会                                 |                        |               |
| 外傳     | 4-1～4-3 | 【友好MOBに会おう】                                      |                        |               |
| 短篇     | 1-1      | 【薬草のわらしべ長者：薬草から燐魂鉱石へ】               |                        |               |
| 短篇     | 1-2      | 【第三の町の錬金術師NPC：燐魂鉱石から根源体】            |                        |               |
| 短篇     | 1-3      | 【精霊の泉：根源体から深淵種子】                         |                        |               |
| 短篇     | 1-4      | 【祠巡りその1：森気楼というマント】                      |                        |               |
| 短篇     | 1-5      | 【祠巡りその2：深淵種子からタロスヒル】                  |                        |               |
| 短篇     | 1-6      | 【祠の蛇王：タロスヒルからタロスの目薬、そして終着点へ】 |                        |               |

### 成書版
本傳
| 卷數 | 富士見書房     | 富士見書房             | 尖端出版社     | 尖端出版社             |
| 卷數 | 初版發售日期   | ISBN                   | 初版發售日期   | ISBN                   |
| ---- | -------------- | ---------------------- | -------------- | ---------------------- |
| 1    | 2014年4月19日  | ISBN 978-4-04-070089-2 | 2015年11月23日 | ISBN 978-957-10-6251-8 |
| 2    | 2014年6月20日  | ISBN 978-4-04-070124-0 | 2015年12月22日 | ISBN 978-957-10-6298-3 |
| 3    | 2014年10月18日 | ISBN 978-4-04-070363-3 | 2016年2月10日  | ISBN 978-957-10-6376-8 |
| 4    | 2015年2月20日  | ISBN 978-4-04-070364-0 | 2016年4月21日  | ISBN 978-957-10-6510-6 |
| 5    | 2015年5月20日  | ISBN 978-4-04-070581-1 | 2016年7月14日  | ISBN 978-957-10-6702-5 |
| 6    | 2015年8月20日  | ISBN 978-4-04-070582-8 | 2016年10月13日 | ISBN 978-957-10-6939-5 |
| 7    | 2015年10月20日 | ISBN 978-4-04-070583-5 | 2017年3月2日   | ISBN 978-957-10-7275-3 |
| 8    | 2016年1月20日  | ISBN 978-4-04-070584-2 | 2017年6月15日  | ISBN 978-957-10-7488-7 |
| 9    | 2016年5月20日  | ISBN 978-4-04-070884-3 | 2017年9月18日  | ISBN 978-957-10-7646-1 |
| 10   | 2016年9月17日  | ISBN 978-4-04-070889-8 | 2018年1月18日  | ISBN 978-957-10-7936-3 |
| 11   | 2017年1月20日  | ISBN 978-4-04-070890-4 | 2018年4月20日  | ISBN 978-957-10-8096-3 |
| 12   | 2017年5月20日  | ISBN 978-4-04-072300-6 | 2019年5月9日   | ISBN 978-957-10-8277-6 |
| 13   | 2017年9月20日  | ISBN 978-4-04-072301-3 | 2020年9月17日  | ISBN 978-957-10-9076-4 |
| 14   | 2018年1月20日  | ISBN 978-4-04-072305-1 | 2022年7月14日  | ISBN 978-626-33-8015-8 |
| 15   | 2018年5月19日  | ISBN 978-4-04-072727-1 |                |                        |
| 16   | 2018年12月20日 | ISBN 978-4-04-072728-8 |                |                        |
| 17   | 2019年4月20日  | ISBN 978-4-04-072730-1 |                |                        |
| 18   | 2019年11月20日 | ISBN 978-4-04-073302-9 |                |                        |
| 19   | 2020年11月20日 | ISBN 978-4-04-073303-6 |                |                        |
| 20   | 2021年3月19日  | ISBN 978-4-04-074027-0 |                |                        |
| 21   | 2022年2月19日  | ISBN 978-4-04-074028-7 |                |                        |
| 22   | 2023年4月20日  | ISBN 978-4-04-074691-3 |                |                        |
| 23   | 2024年4月19日  | ISBN 978-4-04-075464-2 |                |                        |

外傳
| 富士見書房  | 富士見書房     | 富士見書房             |
| 標題        | 初版發售日期   | ISBN                   |
| ----------- | -------------- | ---------------------- |
| 白銀の女神  | 2015年12月19日 | ISBN 978-4-04-070772-3 |
| 白銀の女神2 | 2016年12月20日 | ISBN 978-4-04-072093-7 |
| 白銀の女神3 | 2017年11月17日 | ISBN 978-4-04-072523-9 |

## 漫畫
アロハ座長／原作、ゆきさん／キャラクター原案、羽仁 倉雲/作畫
| 集數 | 富士見書房     | 富士見書房             |
| 集數 | 初版發售日期   | ISBN                   |
| ---- | -------------- | ---------------------- |
| 1    | 2015年5月20日  | ISBN 978-4-04-070601-6 |
| 2    | 2015年12月17日 | ISBN 978-4-04-070788-4 |
| 3    | 2016年5月20日  | ISBN 978-4-04-070879-9 |
| 4    | 2016年12月20日 | ISBN 978-4-04-072111-8 |
| 5    | 2017年5月20日  | ISBN 978-4-04-072279-5 |
| 6    | 2017年11月17日 | ISBN 978-4-04-072493-5 |
| 7    | 2018年5月19日  | ISBN 978-4-04-072708-0 |
| 8    | 2018年12月7日  | ISBN 978-4-04-072946-6 |
| 9    | 2019年5月9日   | ISBN 978-4-04-073156-8 |
| 10   | 2019年11月9日  | ISBN 978-4-04-073391-3 |
| 11   | 2020年5月9日   | ISBN 978-4-04-073654-9 |
| 12   | 2020年11月9日  | ISBN 978-4-04-073871-0 |
| 13   | 2021年6月8日   | ISBN 978-4-04-074119-2 |
| 14   | 2021年12月9日  | ISBN 978-4-04-074349-3 |
| 15   | 2022年5月9日   | ISBN 978-4-04-074532-9 |
| 16   | 2022年10月7日  | ISBN 978-4-04-074721-7 |
| 17   | 2023年5月9日   | ISBN 978-4-04-074957-0 |
| 18   | 2023年10月6日  | ISBN 978-4-04-075168-9 |
| 19   | 2024年5月9日   | ISBN 978-4-04-075435-2 |
| 20   | 2024年10月9日  | ISBN 978-4-04-075637-0 |
| 21   | 2025年5月9日   | ISBN 978-4-04-075913-5 |

## 外部連結
- 富士見書房  Only Sense Online −オンリーセンス・オンライン−（页面存档备份，存于）（日語）
- Only Sense Online -オンリーセンス・オンライン- - 無料コミック ComicWalker（页面存档备份，存于）（日語）
- 小説家になろう Only Sense Online（日語）
- Only Sense Online -オンリーセンス・オンライン- アニヲタWiki(仮) （页面存档备份，存于）（日語）
- Only Sense Online Wiki - Wikia（页面存档备份，存于）（英文）